# Rémi Lange
Pour les articles homonymes, voir Lange.
Rémi Lange, né à Gennevilliers le 4 février 1969, est un réalisateur français.

## Biographie
Rémi Lange commence à œuvrer dans le monde du cinéma en devenant en 1992 le cofondateur du festival de cinéma LGBTQI Désir…Désirs.
Après un premier court métrage sur la sérophobie, L'Hospitalière (fin 1992), Rémi Lange réalise en 1993 son premier long métrage, Omelette (terminé en 1997, sorti en salles en 1998), l’un des films homos "les plus importants de la décennie 90" (cinedweller.com/celebrity/remi-lange), un journal filmé dans lequel il fait son coming out avec une caméra Super 8, le « premier coming out en direct de l’histoire du cinéma » (Cosmopolitan). Début 1994 l'émission L'Œil du cyclone de Canal Plus lui commande une version courte de "Omelette" intitulée "Les anges dans nos campagnes" qui sera diffusée en clair le 17 décembre 1994.
Il reprend le procédé du journal filmé pendant l'année 1994 avec son deuxième long métrage, Les Yeux brouillés (sorti en salles en 2000), axant cette fois-ci sa réflexion sur l’évolution du désir dans le couple. Il poursuit par la suite une carrière en marge du cinéma industriel français, avec des films de fiction tournés façon dogme 95, comme les longs métrages Le chanteur et L'œuf dure, dernière partie de sa "trilogie de l'œuf" (sortis en salles en 2016 et 2019), et un documentaire sur le sort réservé aux migrants africains homosexuels en France : Prouve que tu es gay (2019).
Depuis 1992, Rémi Lange a réalisé 22 films - dont 10 longs métrages - seul, en toute indépendance de l'industrie cinématographique française, avec pour seul outil une caméra amateure (qu'elle soit de format Hi-8 ou Super 8 ou MiniDV ou un simple caméscope Haute définition ou 4K).
Rémi Lange entre dans la collection du Musée national d'art moderne/Centre Georges-Pompidou en l'an 2000 avec son premier long métrage "Omelette" qui depuis est devenu un classique du journal filmé, étudié dans le cadre universitaire dans le monde entier.

## Filmographie
- 1992 : L'hospitalière (court métrage)
- 1994 : Les Anges dans nos campagnes (court métrage)
- 1996 : Le Super-8 n'est pas mort, il bande encore (court métrage)
- 1997 : Omelette [4],[5] (sortie nationale le 14 janvier 1998) (long métrage)
- 1999 : Les Yeux brouillés[6] (sortie nationale le 21 juin 2000)  (long métrage)
- 2002 : L'invasion des pholades géantes (court métrage)
- 2003 : Tarik el hob (sortie DVD États-Unis en 2004) (long métrage)
- 2004 : Mes parents (long métrage)
- 2005 : The Sex of Madame H (court métrage)
- 2005 : Cake au Sirop de Cordom (court métrage)
- 2006 : Statross le Magnifique (court métrage)
- 2007 : Thyroid (court métrage)
- 2008 : Devotee (sélection aux Festivals New Fest de New York, Outfest de Los Angeles, aux festivals gays de Tel Aviv, Ljubljana, Barcelone où le film obtient une mention spéciale..., sortie DVD États-Unis début 2009) (court métrage)
- 2009 : Partir (sortie DVD France le 31 août 2009) (long métrage)
- 2014 : Le Fétichiste  (court métrage)
- 2015 : Le Chanteur (Prix du Jury au Festival In&Out de Nice 2015, Grand Prix au Festival du film artisanal et audacieux de Joyeuse 2015) (sortie nationale le 27 janvier 2016) (long métrage de 1H40, une version "director's cut" de 3H08 est réalisée en 2024)
- 2018 : L'œuf dure (sortie nationale le 28 août 2019) (long métrage)
- 2019 : Prouve que tu es gay (long métrage)
- 2022 : Aboubakar et moi (chronique d'un confinement) (sortie DVD France le 5 juillet 2022) (long métrage)
- 2023 : Le Mexique m'excite (court métrage)
- 2024 : Mon père (court métrage)
- 2025 : Renaître (long métrage)

## Distinctions

### Récompenses
- 1992 : Prix du Jury au festival international de la Solidarité de Dunkerque, France[7]pour L'hospitalière[7]
- 1994 : Prix du Public au Festival du film indépendant de Châteauroux pour Omelette[7]
- 2002 : Prix "Comtesse des Flandres" au Festival "Question de genre" de Lille pour Mes parents
- 2003 : Prix Liberté au festival Outfest de Los Angeles, Californie, Mention Spéciale au NewFest, festival du cinéma LGBT de New York et  Prix du Jury au TWIST, festival du cinéma queer de Seattle pour Tarik El Hob[7]
- 2009 : Mention Spéciale au Festival IGLFF de Barcelone pour Devotee[7]
- 2015 : Prix du Jury au festival In&Out de Nice et Grand Prix au festival du film artisanal et audacieux de Joyeuse pour Le Chanteur[7]